# Sycamore (Illinois)
Sycamore – miasto w Stanach Zjednoczonych, w stanie Illinois, w hrabstwie DeKalb.